# ذى الزحرة (ردفان)

تعديل مصدري - تعديل

ذى الزحرة هي إحدى قرى عزلة الحبيلين بمديرية ردفان التابعة لمحافظة لحج، بلغ تعداد سكانها 56 نسمة حسب تعداد اليمن لعام 2004.